# Räddningsstation Värmdö

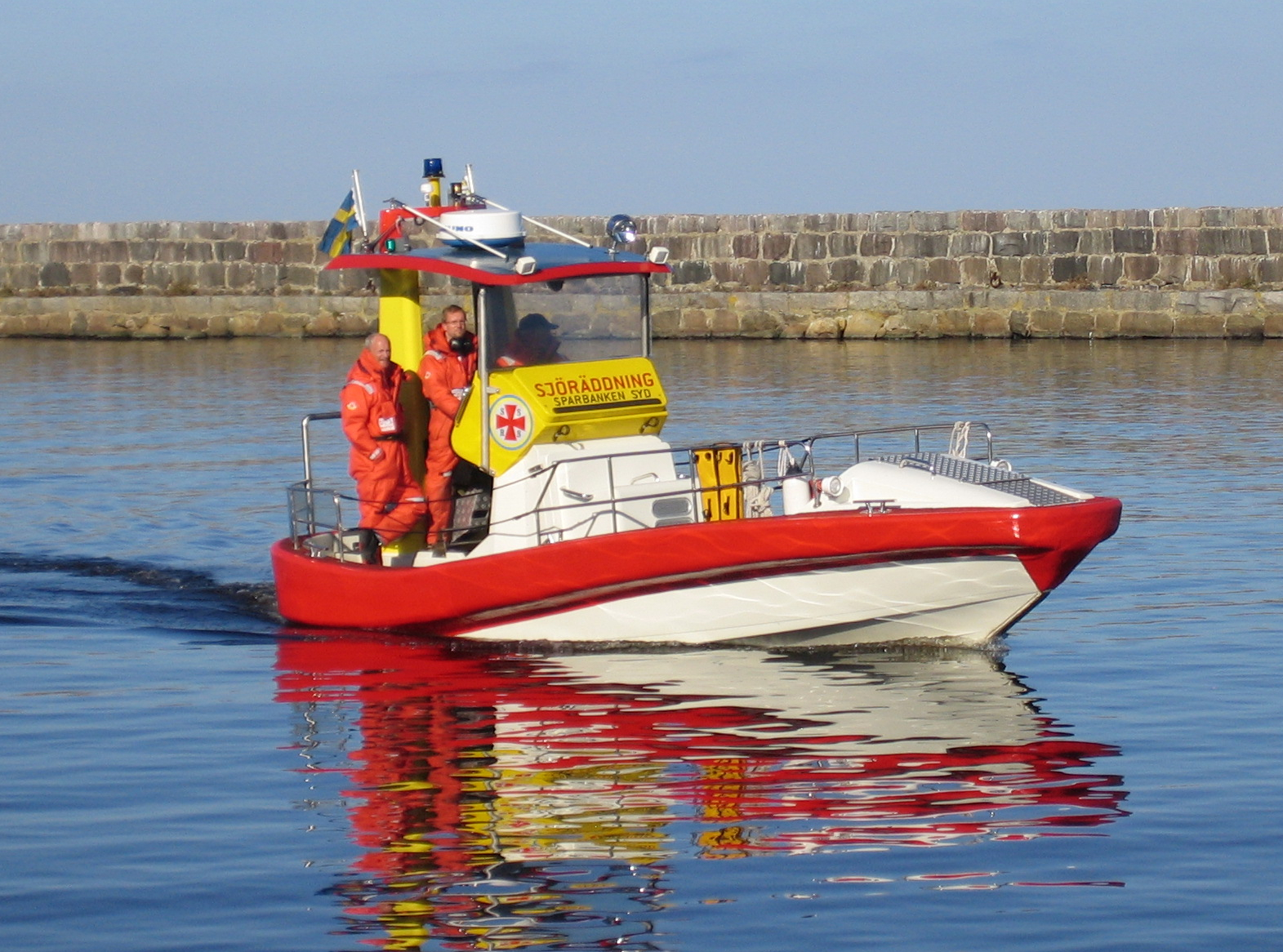
Rescue Sparbanken Syd, systerbåt till Rescue Anna Sofia

Räddningsstation Värmdö är en av Sjöräddningssällskapets räddningsstationer.
Sjöräddningsstationen är samlokaliserad på det 2015 invigda Djurö Räddningscenter tillsammans med Kustbevakningens Kuststation Djurö, Djurö räddningsvärn inom Storstockholms brandförsvarsförbund och Sjöpolisen i Nacka. Djurö Räddningscenter ligger i Djurhamn, som ägs av Värmdö kommuns "Värmdö öhamnar", på Djurö i Värmdö kommun.  
Sjöräddningssällskapets station på Djurö grundades i juni 2020 och har 15 frivilliga sjöräddare. Dessa har tidigare varit organiserade inom Räddningsstation Möja.

## Räddningsfartyg
- Rescue Sven Salén, ett 15,7 meter långt räddningsfartyg av Hallberg-Rassyklass, byggt 2022
- Rescue 8-59 Anna Sofia av Gunnel Larssonklass, byggd 2020
- Rescuerunner Ångfartygs-Befälhavare-Sällskapet, byggd 2021

## Tidigare räddningsfartyg
- På Djurö under Räddningsstation Möja:90-151 Rescue Värmdö.[2][3]